# Circuit d’Albi

Het circuit in 2009

Het Circuit d'Albi (ook wel: Circuit des Planques) is een stratencircuit in Le Séquestre bij Albi in het departement Tarn in het zuidwesten van Frankrijk.
Het circuit is bijna 80 jaar in gebruik voor wegraces met motorfietsen. In het seizoen 1951 werd het eenmalig gebruikt voor races om het wereldkampioenschap wegrace toen de Grand Prix van Frankrijk voor het eerst in het WK-programma was opgenomen. Tijdens de trainingen kwam regerend wereldkampioen in de 250cc-klasse Dario Ambrosini om het leven.
Het circuit was toen nog bijna 9 kilometer lang. Tegenwoordig wordt een korter circuit van 3,5 kilometer lengte gebruikt. Dit ligt op het terrein van Aéroport d'Albi-Le Séquestre.

## Wereldkampioenschap wegrace 1951
15 juli 1951, Grand Prix van Frankrijk, wereldkampioenschap wegrace 1951

##### 250cc-klasse
| Plaats | Coureur      | Motorfiets               |
| ------ | ------------ | ------------------------ |
| 1      | Bruno Ruffo  | Moto Guzzi Gambalunghino |
| 2      | Gianni Leoni | Moto Guzzi Gambalunghino |
| 3      | Tommy Wood   | Moto Guzzi Gambalunghino |

##### 350cc-klasse
| Plaats | Coureur    | Motorfiets      |
| ------ | ---------- | --------------- |
| 1      | Geoff Duke | Norton Manx 40M |
| 2      | Jack Brett | Norton Manx 40M |
| 3      | Bill Doran | AJS 7R          |

##### 500cc-klasse
| Plaats | Coureur        | Motorfiets    |
| ------ | -------------- | ------------- |
| 1      | Alfredo Milani | Gilera 500 4C |
| 2      | Bill Doran     | AJS E90       |
| 3      | Nello Pagani   | Gilera 500 4C |

##### Zijspanklasse
| Plaats | Coureur         | Bakkenist       | Motorfiets                |
| ------ | --------------- | --------------- | ------------------------- |
| 1      | Eric Oliver     | Lorenzo Dobelli | Norton Manx 30M/Watsonian |
| 2      | Ercole Frigerio | Ezio Ricotti    | Gilera 500 4C             |
| 3      | Jean Murit      | André Emo       | Norton Manx 30M/Watsonian |